# Cremastobaeus ogloblini
Cremastobaeus ogloblini är en stekelart som beskrevs av Loiacono och Mulvany 1987. Cremastobaeus ogloblini ingår i släktet Cremastobaeus och familjen Scelionidae. Inga underarter finns listade i Catalogue of Life.